# Карапетян, Арут
Арутю́н (Ару́т) Карапе́тович Карапетя́н (арм. Հարություն (Հարութ) Կարապետի Կարապետյան; 7 апреля 1972, Ереван) — армянский футболист, выступавший на позиции нападающего.

## Биография
Арут — старший из четырёх детей Карапета и Агавни Карапетянов. Родился в Ереване. В восемь лет был зачислен в детскую футбольную школу. Семья Карапетянов иммигрировала в США в марте 1989 года, поселившись в Голливуде. Он окончил старшую школу в 1991 году.
Футбольную карьеру Карапетян начал в 1993 году в клубе Американской профессиональной футбольной лиги «Лос-Анджелес Сальса», просуществовавшем два сезона.
6 февраля 1996 года на Инаугуральном драфте MLS Карапетян был выбран в седьмом раунде под общим 64-м номером клубом «Лос-Анджелес Гэлакси». Участвовал в матче за Кубок MLS 1996, в котором «Лос-Анджелес Гэлакси» проиграл «Ди Си Юнайтед». 4 июня 1998 года в матче против «Даллас Бёрн» оформил самый быстрый хет-трик в истории MLS, отличившись на 82-й, 85-й и 87-й минутах.
7 августа 1998 года Карапетян был обменян в «Сан-Хосе Клэш» на Лоренса Лоззано. По окончании сезона 1998 «Сан-Хосе Клэш» отчислил Карапетяна. За клуб он сыграл в пяти матчах, выйдя в стартовом составе только один раз и проведя на поле в общей сложности 123 минуты.
2 ноября 1998 года на Драфте отказов MLS Карапетян был выбран клубом «Тампа-Бэй Мьютини». Сыграл за клуб в двух матчах, отметившись одной голевой передачей.
В июне 1999 года Карапетян остался без контракта, после чего права на него заполучил «Канзас-Сити Уизардс». Но за «Уизардс» он не сыграл ни одного матча.
3 мая 2000 года Карапетян был обменян в «Сан-Хосе Эртквейкс» на пик третьего раунда Супердрафта MLS 2001. По возвращении в «Сан-Хосе» сыграл в 24-х матчах и забил два гола.
После сезона 2000 Карапетян вновь оказался без клуба и, учитывая травмы, решил завершить футбольную карьеру в возрасте 29 лет.
В январе 1997 года Карапетян сыграл за сборную Армении в двух товарищеских матчах со сборными Южной Америки — Чили и Парагвая.
Уйдя из футбола, Карапетян стал менеджером по продажам Honda в Голливуде. У Арута и его жены Элизы двое детей — сын Гэри и дочь Мэри.

## Достижения
Командные
 «Лос-Анджелес Гэлакси»
- Победитель регулярного чемпионата MLS: 1998